# 十和田南站

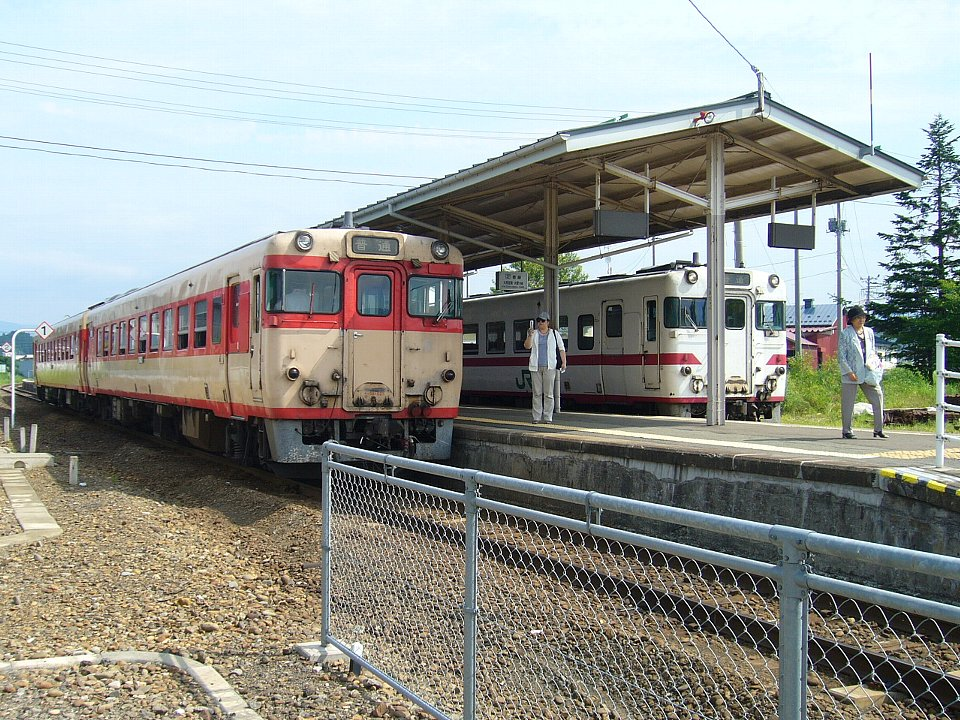
1號月台（前方）為好摩、盛岡方向，2號月台為大館方向

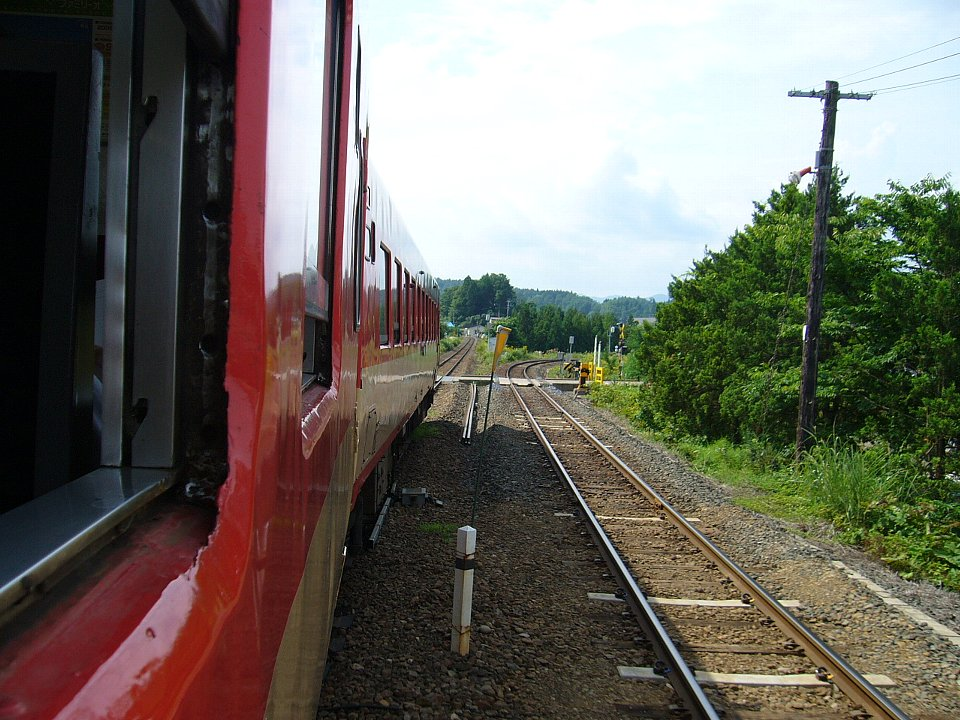
車站南方設有分支點 左手邊（列車前進方向）為好摩、盛岡方向，右手邊為大館方向

十和田南站（日语：／ Towadaminami eki */?）是位於秋田縣鹿角市十和田錦木字濱田100番，東日本旅客鐵道（JR東日本）的花輪線車站。

## 歷史
- 1920年（大正9年）7月4日：秋田鐵道（日语：秋田鉄道）末廣站至此站開通，此站啟用。當時車站名為毛馬內站（日语：／）和位於鹿角郡錦木村（日语：錦木村）。
- 1923年（大正12年）11月10日：此站至陸中花輪站開通。
- 1934年（昭和9年）6月1日：秋田鐵道國有化，成為鐵道省（國鐵）車站。
- 1935年（昭和10年）
  - 7月：車站大樓內翻新貴賓室[2]，在6日舉行祝賀會[3]。
  - 8月1日：省營自動車十和田線（和井內、毛馬內之間）開放營業[4]。
- 1936年（昭和11年）5月27日：站內站立銷售開始營運[5]。
- 1957年（昭和32年）6月1日：車站改名為十和田南站。
- 1987年（昭和62年）4月1日：伴隨國鐵分割民營化，車站由東日本旅客鐵道（JR東日本）營運。
- 1999年（平成11年）12月4日：隨著車站CTC化[1]，取消十和田南站長，成為鹿角花輪站長管理下的業務委託車站[1]。
- 2008年（平成20年）：Kiosk結業（立食蕎麥麵屋「MEN KIOSK」也同時結業）。

## 車站構造
車站是一座地面車站，設有1面2線的島式月台，可進行列車交會。此站是折返式路線的構造。由於需要改變行駛方向，因此所有列車停站的時間較其他車站長。這個車站是使用折返式結構，是由於計劃從此站興建前往小坂。
此站是由鹿角花輪站管理的業務委託車站，委托了JR東日本東北綜合服務會負責車站業務。在早上和晚間沒有車站職員當值。站內設有綠色窗口（營業時間: 7:00-15:50）。
曾經此站為十和田湖觀光的玄關口，因此此站為急行停車站。在2003年3月前，此站設有巴士路線前往十和田湖方向。在此站附近曾經設有製作便當的「錦木強飯」工場，在2003年10月尾結束販賣。

### 月台
| 月台 | 路線    | 上下行 | 方向               |
| ---- | ------- | ------ | ------------------ |
| 1    | ■花輪線 | 上行   | 湯瀨溫泉、盛岡方向 |
| 2    | ■花輪線 | 下行   | 大瀧溫泉、大館方向 |

參考

## 使用狀況
根據「JR東日本」的資料，在2019年度（令和元年度）1日平均乘車人次為146人。
以下列出近年乘車人次變化：
| 年度               | 1日平均 乘車人次 | 參考資料        |
| ------------------ | ---------------- | --------------- |
| 2000年（平成12年） | 312              | [ 利用客数 2 ]  |
| 2001年（平成13年） | 283              | [ 利用客数 3 ]  |
| 2002年（平成14年） | 270              | [ 利用客数 4 ]  |
| 2003年（平成15年） | 272              | [ 利用客数 5 ]  |
| 2004年（平成16年） | 260              | [ 利用客数 6 ]  |
| 2005年（平成17年） | 238              | [ 利用客数 7 ]  |
| 2006年（平成18年） | 232              | [ 利用客数 8 ]  |
| 2007年（平成19年） | 245              | [ 利用客数 9 ]  |
| 2008年（平成20年） | 246              | [ 利用客数 10 ] |
| 2009年（平成21年） | 234              | [ 利用客数 11 ] |
| 2010年（平成22年） | 226              | [ 利用客数 12 ] |
| 2011年（平成23年） | 214              | [ 利用客数 13 ] |
| 2012年（平成24年） | 197              | [ 利用客数 14 ] |
| 2013年（平成25年） | 185              | [ 利用客数 15 ] |
| 2014年（平成26年） | 174              | [ 利用客数 16 ] |
| 2015年（平成27年） | 183              | [ 利用客数 17 ] |
| 2016年（平成28年） | 180              | [ 利用客数 18 ] |
| 2017年（平成29年） | 175              | [ 利用客数 19 ] |
| 2018年（平成30年） | 162              | [ 利用客数 20 ] |
| 2019年（令和元年） | 146              | [ 利用客数 1 ]  |

## 車站周邊
- 國道103號（日语：国道103号）（末廣繞道）
- 國道282號（日语：国道282号）（錦木繞道）
- 東北自動車道十和田交匯處
- 鹿角市政廳十和田分所
- 毛馬内郵局
- 秋田銀行毛馬內分店
- 北都銀行（日语：北都銀行）毛馬內分店
- 秋田縣信用組合（日语：秋田県信用組合）毛馬內分店

## 巴士路線
在車站前設有十和田南站前巴士站
- 毛馬內町、小坂町方向（早上部分班次停靠小坂高校前（日语：秋田県立小坂高等学校）、小坂交流道）【秋北巴士（日语：秋北バス）】
- 厚生醫院前（日语：かづの厚生病院）、鹿角花輪站前、花輪營業所方向（在早上設有班次前往花輪高校前（日语：秋田県立花輪高等学校））【秋北巴士】
- 大湯溫泉（日语：大湯温泉 (鹿角市)）、中瀧方向【十和田的士（日语：十和田タクシー）】
- 厚生醫院前、鹿角花輪站前方向【十和田的士】

曾經在站前設有JR巴士東北十和田南營業所，並設有十和田南線前往十和田湖，該線在2003年取消。

## 相鄰車站
東日本旅客鐵道（JR東日本）
■花輪線
柴平－十和田南－末廣

## 注腳

### 使用狀況
1. 1 2  . 東日本旅客鉄道.   [2020-07-16]. （原始内容存档于2020-07-10） （日语）.
2. ↑  . 東日本旅客鉄道.   [2019-02-16]. （原始内容存档于2018-02-13） （日语）.
3. ↑  . 東日本旅客鉄道.   [2019-02-16]. （原始内容存档于2019-04-02） （日语）.
4. ↑  . 東日本旅客鉄道.   [2019-02-16]. （原始内容存档于2019-04-02） （日语）.
5. ↑  . 東日本旅客鉄道.   [2019-02-16]. （原始内容存档于2019-04-02） （日语）.
6. ↑  . 東日本旅客鉄道.   [2019-02-16]. （原始内容存档于2019-02-23） （日语）.
7. ↑  . 東日本旅客鉄道.   [2019-02-16]. （原始内容存档于2017-08-08） （日语）.
8. ↑  . 東日本旅客鉄道.   [2019-02-16]. （原始内容存档于2019-03-27） （日语）.
9. ↑  . 東日本旅客鉄道.   [2019-02-16]. （原始内容存档于2019-04-02） （日语）.
10. ↑  . 東日本旅客鉄道.   [2019-02-16]. （原始内容存档于2019-02-22） （日语）.
11. ↑  . 東日本旅客鉄道.   [2019-02-16]. （原始内容存档于2019-04-02） （日语）.
12. ↑  . 東日本旅客鉄道.   [2019-02-16]. （原始内容存档于2019-04-02） （日语）.
13. ↑  . 東日本旅客鉄道.   [2019-02-16]. （原始内容存档于2019-04-02） （日语）.
14. ↑  . 東日本旅客鉄道.   [2019-02-16]. （原始内容存档于2019-03-27） （日语）.
15. ↑  . 東日本旅客鉄道.   [2019-02-16]. （原始内容存档于2019-03-06） （日语）.
16. ↑  . 東日本旅客鉄道.   [2019-02-16]. （原始内容存档于2019-03-06） （日语）.
17. ↑  . 東日本旅客鉄道.   [2019-02-16]. （原始内容存档于2019-03-23） （日语）.
18. ↑  . 東日本旅客鉄道.   [2019-02-16]. （原始内容存档于2019-02-14） （日语）.
19. ↑  . 東日本旅客鉄道.   [2019-07-07]. （原始内容存档于2019-03-25） （日语）.
20. ↑  . 東日本旅客鉄道.   [2019-07-07]. （原始内容存档于2019-07-05） （日语）.

## 外部連結
- 車站資訊（十和田南）：東日本旅客鐵道（日語）